# Gambaga
Gambaga ist die Hauptstadt des East Mamprusi District in der Nordost-Region Ghanas.

## Geschichte
Einst Residenz der Mamprusi-Könige, ist es auch heute noch die Hauptstadt der East Mamprusi Municipal Assembly, einer Gemeinde in der Northern Region von Ghana und beherbergt mehrere Grabstätten der alten Mossi-Häuptlinge.
Von 1901 bis 1957 diente Gambanga als Hauptstadt der Northern Territories der Goldküste, die ein britisches Protektorat und eine von der Goldküste getrennte Gerichtsbarkeit war.

## Hexenlager

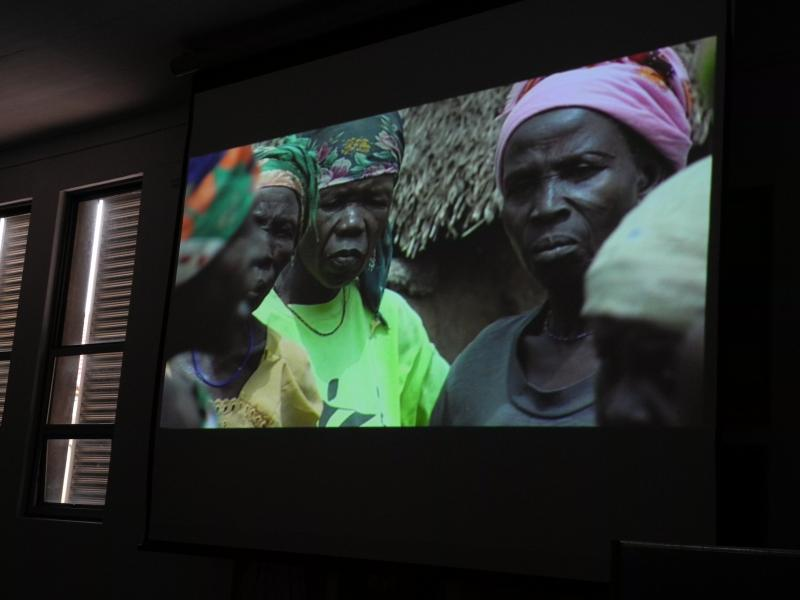
Filmstill aus The Witches of Gambaga, 2010

In Ghana ist die Moderne Hexenverfolgung verbreitet. Gambaga ist einer von mehreren Ort in Ghana, an dem sich ein sogenanntes Hexenlager befindet. Dorthin können sich Frauen, die der Hexerei bezichtigt werden, fliehen. Bekannt wurde das Hexenlager in Gambaga durch den Film The Witches of Gambaga, produziert von Amina Mama aus dem Jahr 2010.